# Riccardo Moizo
Riccardo Moizo (Saliceto, 22 agosto 1877 – Roma, 27 febbraio 1962) è stato un generale e prefetto italiano.
Si distinse particolarmente come aviatore durante la guerra italo-turca, dove effettuò 59 voli di guerra, e fu decorato con la Croce di Cavaliere dell'Ordine militare di Savoia. Prese successivamente parte alla prima guerra mondiale, distinguendosi sia come aviatore che come ufficiale di fanteria, decorato con due Medaglie d'argento al valor militare e una Croce al merito di guerra, e dopo la fine del conflitto assunse il comando dell'Aeronautica mobilitata del Corpo Aeronautico ricoprendo tale incarico dal maggio al 21 ottobre 1923. Lasciato definitivamente il mondo dell'aviazione ritornò in forza al Regio Esercito dove raggiunse il grado di generale di corpo d'armata, e tra il 30 novembre 1935 e il 27 agosto 1940, ricoprì l'incarico di Comandante generale del Corpo dei Carabinieri Reali. Nominato Senatore del Regno il 25 marzo 1939, nel corso della seconda guerra mondiale fu nominato Alto Commissario della Provincia di Lubiana. Imprigionato dai tedeschi dopo l'armistizio dell'8 settembre 1943 fu poi liberato, ma successivamente imprigionato dalle autorità della Repubblica Sociale Italiana e sottoposto a processo dal Tribunale speciale per la difesa dello Stato della RSI venendo prosciolto in fase istruttoria dall’accusa di aver favorito lo sbandamento delle truppe italiane nella provincia di Lubiana. Dopo la fine del conflitto fu dichiarato decaduto dalla carica di senatore dall'Alta corte di giustizia per le sanzioni contro il fascismo con ordinanza del 6 febbraio 1945, decisione annullata da parte della Corte Suprema di Cassazione il 9 giugno 1947.

## Biografia

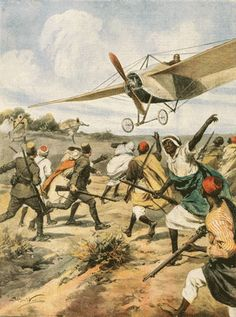
La cattura in Libia dell'allora capitano Moizo in una retrocopertina della Domenica del Corriere

Nacque a Saliceto, provincia di Cuneo, il 22 agosto 1877, figlio di Francesco ed Ermenegilda Barberis. Arruolatosi nel Regio Esercito il 14 ottobre 1894 iniziò a frequentare la Regia Accademia Militare di Artiglieria e Genio di Torino da cui uscì con il grado di sottotenente assegnato all'arma di artiglieria il 4 luglio 1897, mandato quindi alla Scuola di applicazione di artiglieria e genio.  Promosso tenente  il 1 settembre 1899, al termine dei corsi fu assegnato in servizio alla 7ª Brigata di artiglieria da costa.  Tra l'ottobre del 1905 e l'agosto 1908 frequentò i corsi della Scuola di guerra dell'esercito a Torino, al termine della quale fu mandato a Roma, presso il comando del Corpo di Stato maggiore e poi, dal 13 maggio 1909, fu di nuovo a Torino in forza allo Stato maggiore del I Corpo d'armata. Il 10 agosto dello stesso anno, promosso capitano "a scelta", fu assegnato al 3º Reggimento artiglieria da fortezza, passando quindi al 1º Reggimento artiglieria da montagna dal 2 giugno 1910, ma prestando effettivo servizio presso il comando del I Corpo d'armata.
Mentre si trova a Torino dimostrò molto interesse per la neonata aviazione, attirato dalla novità del mezzo aereo, e ottenne di poter frequentare un corso di pilotaggio, venendo comandato in servizio presso il Battaglione Specialisti del Genio il 17 novembre 1910. Trasferitosi a Roma iniziò a seguire il corso per divenire pilota d'aeroplano sul campo d'aviazione di Centocelle, completandolo poi sul campo della Malpensa dove il 31 maggio 1911 conseguì il brevetto pilota d'aeroplano e il 1º agosto quello di pilota militare.
In quello stesso mese, volando su un monoplano Nieuport, partecipò alle grandi manovre del Regio Esercito tenutesi nel Monferrato, le prime in Italia che videro la partecipazione del nuovo mezzo aereo impiegato con le sole funzioni di ricognizione.
Nel mese di ottobre il neocostituito reparto di aviazione, operante in seno al battaglione specialisti del genio, mandò in Libia, dato che il 29 settembre era scoppiata la guerra italo-turca, una squadriglia di sette velivoli che effettuarono i primi voli di guerra, nel corso dei quali ai compiti di ricognizione si aggiunsero quelli di direzione del tiro dell'artiglieria, di studio del terreno e i primi, rudimentali, bombardamenti. Il 23 ottobre 1911 dopo essere decollato individuò i movimenti di circa 2.000 soldati nemici, scoprendo nel contempo che la località di Azizia era situata a 60 km da Tripoli e non ad 80, come erroneamente indicato sulle imprecise carte geografiche dell'epoca.
Partecipò fin dall’inizio alle operazioni aeree, venendo rimpatriato il 7 maggio 1912, ma, a causa della carenza di piloti, il 12 agosto successivo si imbarcò di nuovo nuovamente per la Libia, dove una volta arrivato fu destinato al campo d'aviazione di Zuara, sito a un centinaio di km da Tripoli. Dopo alcune missioni in cui il suo aereo non aveva dato buona prova, ricevuto l'ordine di rientrare a Tripoli e la mattina del 10 settembre decollò con il suo Nieuport, ma a causa del cattivo funzionamento del motore lo costrinse a una serie di atterraggi di emergenza, al termine dei quali fu catturato da irregolari arabi e portato a El Hascian. Preso in consegna da soldati dell'Esercito ottomano fu trasferito a Fessato, dove rimase fino al termine delle ostilità. Rimpatriato in condizioni fisiche debilitate riprese servizio nel novembre 1913, presso il 2º Reggimento artiglieria da montagna, venendo decorato con la concessione della Croce di Cavaliere dell'Ordine militare di Savoia.
Nel luglio 1914, mentre prestava servizio a Roma presso lo Stato maggiore dell'esercito, fu posto a disposizione del Ministero delle colonie e destinato al comando truppe della Tripolitania. Promosso primo capitano il 28 marzo 1915, si imbarcò subito dopo per l'Italia, riassegnato allo Stato maggiore e, a partire dal 23 maggio, all'ingresso del Regno d'Italia nella prima guerra mondiale, fu distaccato come consulente aeronautico presso il Comando Supremo.
Promosso maggiore il 7 luglio, restò in zona di operazioni fino al 21 dicembre, quando fu trasferito al Ministero della guerra, assegnato all'organizzazione e all'impiego dei primi reparti aerei. Rimase nella Capitale, praticamente senza interruzioni, sino all'ottobre 1917, venendo promosso in successione tenente colonnello (16 dicembre 1916) e colonnello (16 agosto 1917). Il 26 agosto 1916 sposò la contessina Angelina Lovaria dalla quale ebbe due figli, Fabio e Gilda. Nell'ottobre 1917 ritornò al fronte, dapprima come comandante dell'aviazione della 3ª Armata, poi, fino al marzo 1918, come Capo ufficio servizi aeronautici presso il Comando Supremo. Per i suoi meriti di pilota e di organizzatore venne decorato di una Medaglia d'argento al valor militare. Dal 1º aprile assunse l'incarico di Capo di stato maggiore della 15ª Divisione, e il 27 ottobre rimase gravemente ferito alla testa sul Monte Pertica, nel settore del Grappa, venendo per questo insignito di una seconda Medaglia d'argento al valor militare.
Rimasto quasi cieco ebbe una lunga convalescenza e rientrò in servizio nell'agosto 1919, assegnato allo stato maggiore dell'8ª Armata con Quartier generale a Udine. Prestò poi nuovamente servizio in aeronautica durante la fase organizzativa della costituzione della nuova Arma. Dal novembre 1919 si trovò in forza al comando dell'Aeronautica (aviatori) di Roma, divenendo poi comandante superiore dell'Arma aeronautica e direttore generale degli Affari militari del commissariato per l'Aeronautica dal gennaio 1923, transitando infine come generale di brigata aerea nel Corpo di Stato maggiore della neocostituita Regia Aeronautica. Tra il maggio 1923 e il 21 ottobre dello stesso anno fu Comandante generale dell'Aeronautica, sostituito poi da Aldo Finzi.  Rientrato dietro sua domanda, avvenuta il 30 dicembre, in servizio nell'esercito con il grado di colonnello, dal 24 febbraio 1924 comandò il 6º Reggimento di artiglieria pesante campale e dal 1º novembre 1926 il 3º Reggimento di artiglieria pesante campale. Promosso generale di brigata il 21 febbraio 1929, prestò servizio presso il comando dell'artiglieria del Corpo d'armata di Roma. Il 16 novembre 1930 divenne Ispettore per la mobilitazione della 21ª Divisione militare territoriale di Roma, e il 16 settembre 1931 fu messo a disposizione del comando designato d'armata di Firenze.
Generale di divisione dal 1º dicembre 1932 diventò dapprima Comandante della 6ª Divisione Militare Territoriale di Milano che diventò nel febbraio 1934 la 58ª Divisione fanteria "Legnano", e poi dal 16 settembre 1934 della 1ª Divisione celere "Eugenio di Savoia".
Nominato Comandante generale del Corpo dei Carabinieri Reali il 30 novembre 1935, durante il suo mandato l'Arma conobbe una buona espansione, e in occasione della guerra d'Etiopia fu costituita nell’Italia meridionale la 3ª Divisione Carabinieri, che partecipò alle operazioni belliche in Etiopia con bande autocarrate. Dopo la proclamazione dell'Impero curò la successiva estensione a tutti i nuovi territori del servizio dell'Arma, che fu comunque limitato dalla costituzione della Polizia dell'Africa Italiana, cosa che fece anche dopo l'occupazione dell'Albania, anche attraverso l'assorbimento della preesistente gendarmeria locale.
Il 1º ottobre 1936 venne elevato al rango di generale di corpo d'armata. e nominato senatore del Regno il 25 marzo 1939. Assegnato dapprima alla
commissione degli Affari interni e della Giustizia e poi, dal 23 gennaio 1940, a quella delle Forze Armate, si interessa quasi esclusivamente ai provvedimenti relativi all’Arma dei Carabinieri. Per sopraggiunti limiti d'età nel 1939 è poi collocato a riposo a disposizione del Comando, curando la mobilitazione generale dell'Arma dei carabinieri in occasione dell'entrata in guerra del Regno d'Italia, avvenuta il 10 giugno 1940. Il 27 agosto dello stesso anno lasciò l'incarico di Comandante generale del Corpo dei Carabinieri Reali.
Alla vigilia del suo collocamento definitivo a riposo, il 12 agosto 1943 fu nominato Alto Commissario della Provincia di Lubiana dal nuovo Governo Badoglio, ma il precipitare degli eventi non gli diede tempo di esercitare i suoi poteri in quanto la provincia era stata dichiarata zone di operazioni.  Alla proclamazione dell'armistizio dell'8 settembre 1943 la città slovena fu occupata dai tedeschi che lo misero agli arresti domiciliari ove rimase fino al 10 ottobre, prima della destituzione formale confermata dalla Repubblica Sociale il 1º ottobre. Ottenuta la possibilità di rientrare in Italia si trasferì a Camogli ove rimase fino al febbraio 1944 quando seppe di essere oggetto di indagine e si trasferì a Saliceto che era il suo paese natale. Arrestata la moglie il 1º marzo decise di costituirsi. Detenuto nelle carceri di Verona, Venezia e Brescia, venne prosciolto dal Tribunale speciale per la difesa dello Stato della RSI in fase istruttoria dall’accusa di aver favorito lo sbandamento delle truppe italiane nella provincia di Lubiana, e il 6 ottobre 1944 riottenne la libertà. Prese successivamente contatti con il Comitato di Liberazione Nazionale attraverso la figura del generale Raffaele Cadorna, ma la fine del secondo conflitto mondiale arrivò prima che potesse avere un effettivo impiego. Dichiarato decaduto dalla carica di senatore dall'Alta corte di giustizia per le sanzioni contro il fascismo con ordinanza del 6 febbraio 1945, presentò ricorso avverso che fu accolto da parte della Corte Suprema di Cassazione il 9 giugno 1947, quando si ritirò a vita privata. Si spense a Roma il 27 febbraio 1962.

### Annotazioni
1. ↑  Il corso fu interrotto per il sopraggiungere dell'inverno e riprese in primavera a Malpensa.
2. ↑  Proposto per la Medaglia d'oro al valor militare ottenne la Croce di Cavaliere dell'Ordine militare di Savoia per i suoi 59 voli di guerra. Si trattava di un riconoscimento ritenuto eccezionale per un ufficiale del suo grado.
3. ↑  Per quanto riguarda il legittimo governo italiano di Vittorio Emanuele III, l'incarico cessò il giorno stesso dell'armistizio sulla base della clausole di resa; la stessa data valse peraltro per quanto riguarda il comando militare tedesco d'occupazione, che attribuì tutti i poteri d'emergenza al governatore della Carinzia, Friedrich Rainer.

### Fonti
1. 1 2  Ufficio Storico dell'Aeronautica Militare 1969, p. 135.
2. 1 2 3  Mancini 1936, p. 444.
3. 1 2 3 4 5 6 7 8 9 10  http://www.treccani.it/enciclopedia/riccardo-moizo_(Dizionario-Biografico)
4. 1 2 3 4 5 6  Bianchi 2012, p. 144.
5. 1 2 3 4 5 6  Bianchi 2012, p. 145.
6. ↑  Bianchi 2012, p. 143.
7. 1 2 3 4 5 6 7 8 9  Bianchi 2012, p. 146.
8. 1 2 3  Alegy 2005, p. 133.
9. ↑  Garello 2004, p. 71.
10. 1 2 3  Bianchi 2012, p. 147.
11. ↑  Bollettino ufficiale 1913, disp.14, pag.16.
12. ↑  Supplemento ordinario alla Gazzetta Ufficiale del Regno d'Italia n.221 del 2 settembre 1937, pag.23.